# Batterie de Vulmix
La batterie de Vulmix, écrit aussi de Vulmis, est un ouvrage fortifié alpin, situé à l'ouest-sud-ouest de la commune de Bourg-Saint-Maurice, se situant à 1 065 mètres d'altitude, dans le département de la Savoie.

## Mission
En 1882, le royaume d'Italie intègre la Triplice, augmente ses unités d'Alpini et commence à fortifier les Alpes. En réaction, la République française crée ses troupes de montagne (notamment les bataillons de chasseurs alpins) en 1888 et lance la modernisation de ses fortifications alpines. En Haute-Tarentaise, le col du Petit-Saint-Bernard permet de rejoindre la vallée d'Aoste : les environs de Bourg-Saint-Maurice, en bas du col, sont donc fortifiés.
Sur les hauteurs de la rive droite de l'Isère, s'échelonnent la batterie de Vulmix (à 1 050 mètres d'altitude), le fort du Truc (à 1 551 m) et le blockhaus de la Platte (à 1 993 m), les deux premiers couvrant de leur artillerie la route nationale 90 (actuelle D1090) qui descend du col, ainsi que la forêt de Malgovert sur l'autre versant. Le blockhaus de la Platte sert à protéger les deux ouvrages en dessous. En amont, directement sous le col, la défense avancée est confiée au fort de la Redoute Ruinée et en dessous à l'ouvrage du Roc Noir.
Sur l'autre versant, rive gauche de l'Isère, juste en face des lacets de la route nationale, le flanquement du Truc et l'interdiction du ravin de Versoyen (menant au col de la Seigne) sont confiés à quatre batteries partiellement bétonnées et aménagées en 1913-1914 : deux à Courbaton (batterie nos 3 et 3 bis, à 1 500 m d'altitude), une au Leuchelet (batterie no 4, à 1 700 m d'altitude) et une aux Têtes (batterie no 5, à 1 800 m d'altitude) pour des canons de 120 mm long.

## Description
La batterie a une forme trapézoïdale, délimitée par un fossé défendu par deux coffres de contrescarpe. En 1913 sont rajoutées trois casemates en béton, chacune pour deux canons, tirant frontalement. En 1914, la batterie est complétée avec une casemate de Bourges tirant en flanquement, puis en 1914-1915 par deux tourelles de mitrailleuses.
Au moment de la mobilisation française de 1914, l'armement du fort est de deux canons de 155 mm L, quatre de 120 mm L, deux de 95 mm et quatre mitrailleuses. En 1915, la batterie est désarmée et ses canons envoyés sur le front : l'Italie vient d'entrer en guerre comme alliée de la France.
La batterie est réemployée dans l'entre-deux-guerres pour être intégrée dans le secteur fortifié de la Savoie de la ligne Maginot. L'armement est désormais de quatre canons de 75 mm modèle 1897 et quatre canons de 95 mm modèle 1888, avec toujours les deux tourelles pour mitrailleuses. L'artillerie est confiée à une partie des hommes de la 7e batterie du 164e régiment d'artillerie de position.
Le terrain à l'ouest de la batterie, où se trouvaient les baraquements de temps de paix de la garnison, a été réaménagé en construisant un des quartiers (caserne) du 7e bataillon de chasseurs alpins. Cette unité ayant déménagé pour Varces en 2011, la batterie est devenue propriété de la commune.

Cartes postales de la batterie de Vulmix
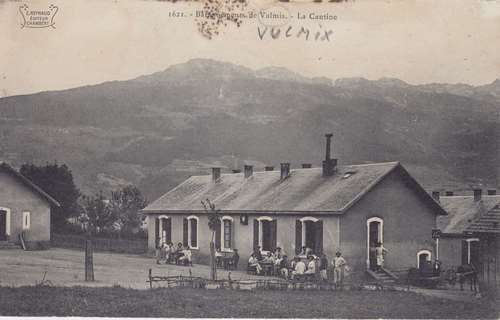
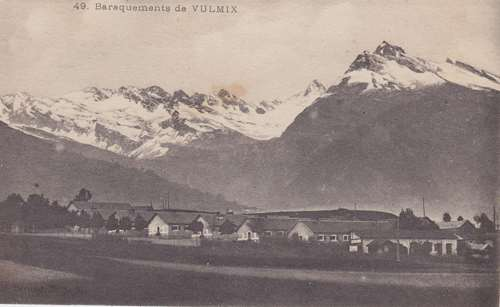
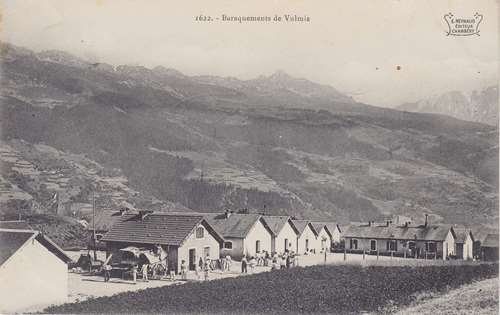
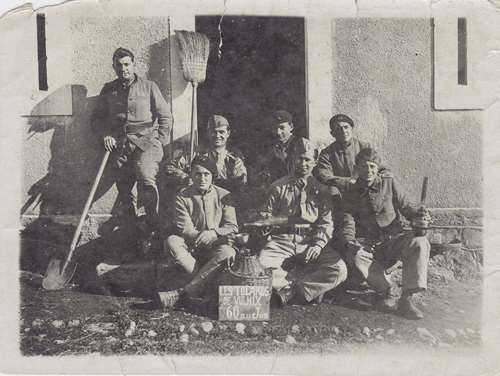
« Les tolards de Vulmix (60 au jus). »